# Wilhelm Christoph Eisenhuth
Wilhelm Ernst Christoph Eisenhuth (* 9. Januar 1755 in Eckartsberga; † 30. Dezember 1826 in Leipzig) war ein sächsischer Jurist und Verwaltungsbeamter.

## Leben
Wilhelm Christoph Eisenhuth immatrikulierte sich an der Universität Leipzig zu einem Studium der Rechtswissenschaften.
Er wurde 1777, nach Beendigung des Studiums, als Registrator im Amt Eckartsberga angestellt und 1784 Vizeaktuar sowie 1787 Wirklicher Aktuar: noch im selben Jahr wurde er als Amtmann nach Mügeln versetzt und übernahm in diesem Amt 1788 die Kammergüter Mahlis, Sornitz und Collm. 1793 wurde er als Amtmann in Leisnig und 1797 als Oberamtmann in der Grafschaft Mansfeld in Eisleben angestellt und erhielt den Titel eines kurfürstlichen sächsischen Hofrats. Von 1809 bis 1815 verwaltete er als Oberamtmann das Amt Sangerhausen und wurde darauf Kreisamtmann, Rentamtmann und Floßoberaufseher in Leipzig. In den Jahren 1818 bis 1819 leitete er die Grenzberichtigung (siehe Teilung des Königreiches Sachsen) zum Nachbarstaat Preußen; dank seiner Erfahrung und Festigkeit verblieben einige Dörfer in Sachsen, die Preußen bereits besetzt hatte.
Er stiftete 1819 zwei Stipendien und verfügte 1822 in einem Kodizill, dass an der Juristischen Fakultät der Universität Leipzig jährlich zwei akademische Preisaufgaben für angehende Juristen ausgeschrieben werden sollten, für die das Preisgeld 50 Taler betragen sollte. Den Preis erhielt unter anderem der Jurist Viktor Böhmert.

## Ehrungen und Auszeichnungen
Wilhelm Christoph Eisenhuth erhielt 1815 das Ritterkreuz des Zivilverdienstordens.

## Mitgliedschaften
- Wilhelm Christoph Eisenhuth war Mitglied der Leipziger Schützengesellschaft.[7]